# Mistrzostwa Polski w piłce nożnej (1924)
Przymusowa absencja polskich sportowców (w tym reprezentacji piłkarskiej) na Letnich Igrzyskach Olimpijskich 1920, spowodowana trwającą wojną polsko-bolszewicką, stała się przyczynkiem do priorytetowego potraktowania startu w kolejnych igrzyskach (Paryż 1924) przez niemal wszystkie istniejące wówczas związki sportowe. W tym celu, 11 grudnia 1923 powołano w Warszawie Społeczny Komitet na Rzecz Startu Olimpijskiego.
Jesienią 1923 Polski Związek Piłki Nożnej zorganizował wśród poszczególnych OZPN-ów referendum dotyczące możliwości odstąpienia od przeprowadzania w roku 1924 mistrzostw kraju w dotychczasowej formule, tj. mistrzostw poszczególnych okręgów – na wiosnę, a finałowego turnieju mistrzostw Polski – jesienią i zimą. Wyniki referendum ogłoszono 11 grudnia 1923. Jednomyślnie postanowiono, by mistrzowskie rozgrywki okręgowe zorganizować dopiero od sierpnia 1924 (czyli po zakończeniu paryskich igrzysk), a fazę finałową wyznaczyć na wiosnę 1925. Doprowadziło to zmiany, obowiązującego w latach 1920–1923, systemu  „wiosna-jesień” na cykl „jesień-wiosna” i w praktyce oznaczało, że w sezonie/roku kalendarzowym 1924 piłkarski mistrz Polski nie zostanie wyłoniony. Ustalono również, że wiosną 1924 będą prowadzone „okręgowe rozgrywki puharowe” (pisownia oryginalna, zgodna z polską ortografią sprzed reformy w 1936). Odbywające się w dniach 23–24 lutego 1924, w sali krakowskiego Magistratu, 5. Walne Zgromadzenie PZPN, m.in.:
1. Zatwierdziło wyniki referendum i wszystkie dokonane wcześniej ustalenia, dotyczące systemu rozgrywek w latach 1924–1925;
2. Potwierdziło start reprezentacji w olimpijskim turnieju piłkarskim;
3. Zlikwidowało „komisję selekcyjną” reprezentacji Polski, wprowadzając na jej miejsce stanowisko „kapitana związkowego” (pierwowzoru współczesnego selekcjonera) i powierzyła je Adamowi Obrubańskiemu;
4. Zatwierdziło węgierskiego trenera – Gyulę Bíró, jako osobę odpowiedzialną za przygotowanie piłkarzy do turnieju olimpijskiego;
5. Nałożyło na wszystkie dziewięć istniejących wówczas Okręgowych Związków Piłki Nożnej obowiązek wpłaty 3200 dolarów na rzecz startu kadry piłkarskiej w Igrzyskach VIII Olimpiady.

W ramach przygotowań - oprócz treningów i wewnętrznych gier (przeciwko reprezentacji B) – 18 maja 1924 polska kadra rozegrała oficjalne, towarzyskie spotkanie ze Szwecją na Stadionie Olimpijskim w Sztokholmie, przegrywając 5:1 (1:0), a jedynego gola dla „biało-czerwonych” zdobył Mieczysław Batsch (w 57 minucie na 2:1). Dwa dni później - również w Sztokholmie - doszło do rewanżu, w którym ulegliśmy Szwedom 7:1 (4:0) – był to jednak mecz nieoficjalny.

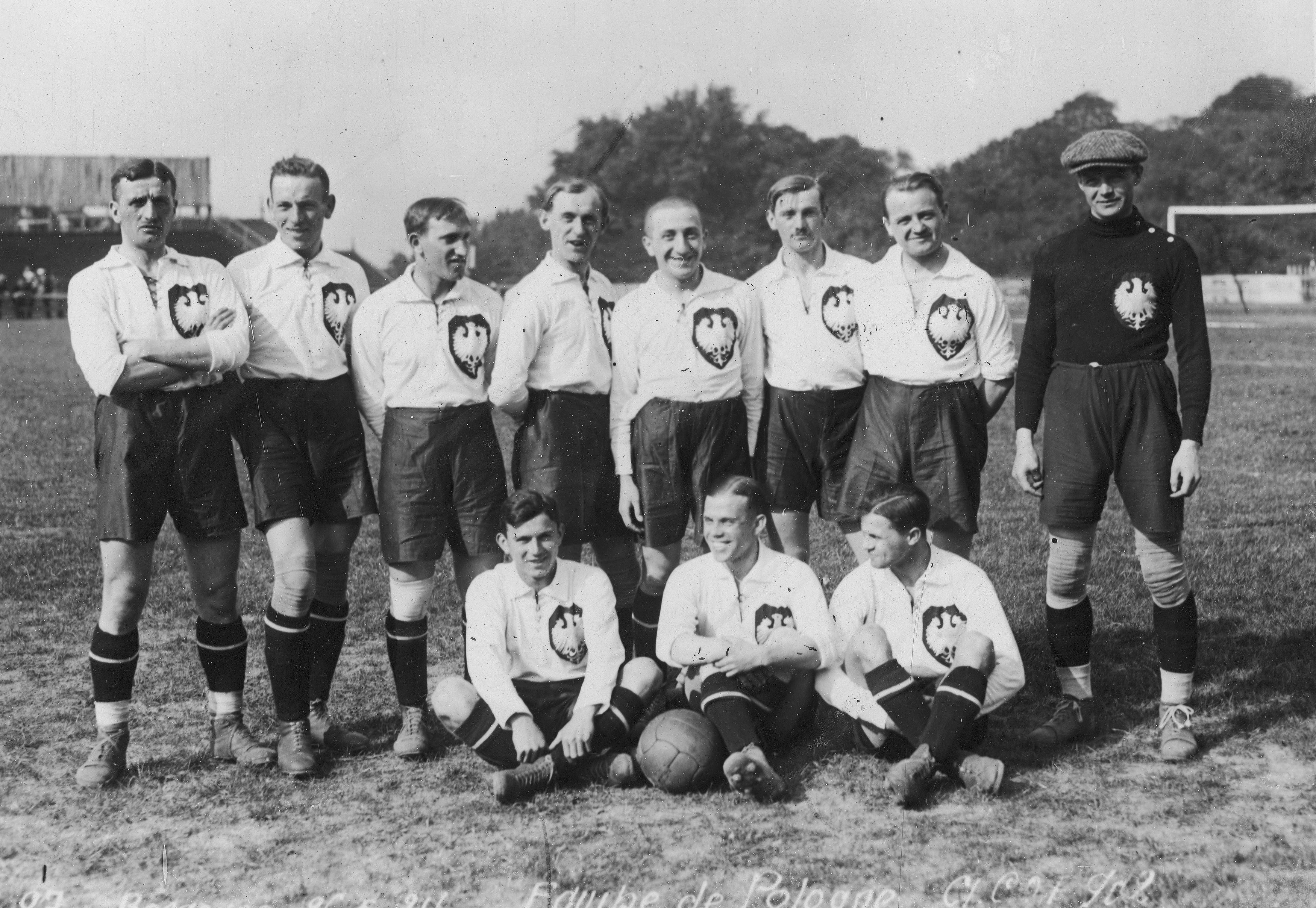
Pamiątkowa fotografia polskiej „11” przed olimpijskim debiutem z Węgrami.

Pierwszy w historii udział piłkarskiej reprezentacji Polski w igrzyskach olimpijskich – będący jednocześnie jej debiutem w wielkiej imprezie międzynarodowej - nastąpił 26 maja 1924 na Stade Bergeyre w Paryżu, w meczu I rundy, przeciwko Węgrom i zakończył się porażką 5:0 (1:0), skutkującą odpadnięciem „biało-czerwonych” z turnieju.
I runda – mecz nr 6

Skład Polski (alfabetycznie): Mieczysław Batsch, Stanisław Cikowski, Wawrzyniec Cyl, Stefan Fryc, Józef Kałuża, Wacław Kuchar, Henryk Reyman, Leon Sperling, Marian Spoida, Zdzisław Styczeń, Mieczysław Wiśniewski;

Zawodnicy rezerwowi (nie grali): Ludwik Gintel, Emil Görlitz, Władysław Krupa, Juliusz Miller, Jan Reyman, Wawrzyniec Staliński, Tadeusz Synowiec,

Kapitan związkowy: Adam Obrubański
| 26 maja 1924 17:00 | Węgry · Eisenhoffer 14' · Hirzer 51', 58' · Opata 70', 87' | 5 : 0(1:0)Raport | Polska | Stade Bergeyre, Paryż Widzów: 3 578 Sędzia: Johannes Mutters (Holandia) |
|                    |                                                            |                  |        |                                                                         |

Węgry – awans do II rundy (1/8 finału); Polska – odpadnięcie z turnieju.

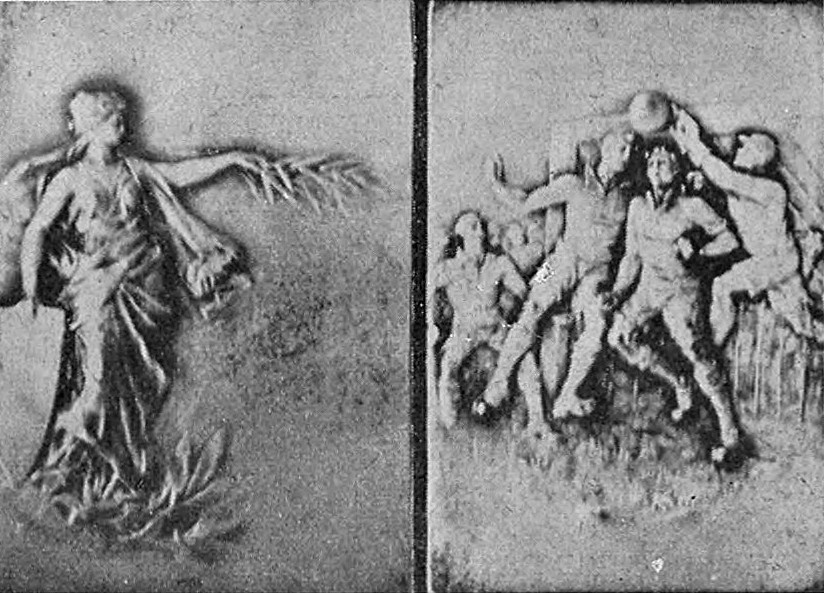
Pamiątkowa plakieta za mistrzostwo z 1924 dla Pogoni Lwów przyznana przez PZPN

Fatalny nastrój kibiców po olimpijskiej klęsce reprezentacji był dodatkowo potęgowany przez brak emocji, związanych z walką o tytuł mistrza Polski. Rozgrywki w klasach A, B i C nie stanowiły rekompensaty za przesunięcie fazy finałowej na rok 1925. Dlatego jedno ze spotkań, rozegranych w 1924, ówczesna prasa uznała za wyjątkowe. Był to towarzyski mecz dwóch najlepszych drużyn poprzedniego sezonu – wicemistrzowskiej Wisły Kraków przeciwko triumfatorom edycji 1923 – Pogoni Lwów. Zaplanowano go na 16 listopada 1924, na stadionie Wisły w Krakowie. Już na wiele dni przed jego rozegraniem został on nazwany pojedynkiem o nieoficjalne mistrzostwo Polski 1924 (o „moralne mistrzostwo Polski”). Jego rangę dodatkowo podkreślała obecność na trybunach Marszałka Józefa Piłsudskiego, przebywającego akurat w stolicy Małopolski. Bój potwierdził supremację Pogoni, która zwyciężyła 2:3. Pamiątkowe zdjęcie marszałka pośród uczestników meczu jest jedną z najsłynniejszych fotografii sportowych dwudziestolecia międzywojennego.
Mecz towarzyski o tytuł nieoficjalnego mistrza Polski 1924
| 16 listopada 1924 11:45 | Wisła Kraków · Czulak 12' · Reyman 60' | 2 : 3(1:2)Raport | Pogoń Lwów · 8' Słonecki · 14', 73' Batsch | Stadion Wisły, Kraków Widzów: 2 500 Sędzia: Andrzej Rutkowski (Kraków) |
|                         |                                        |                  |                                            |                                                                        |